# Nikal-metal-hidridna baterija
Nikal-metal-hidrid baterija (NiMH, Ni-MH) pripada skupini punjivih baterija na bazi nikla. Spada u drugu generaciju takve vrste baterija, u sekundarne elektrokemijske baterije. Tehnološki predstavlja generaciju baterija koje su naslijedile nikal-kadmijevu bateriju. 
U ovoj generaciji niklovih baterija riješena je jedna od velikih mana, a to je toksičnost, jer su nikal-kadmijeve baterije sadržavale toksični kadmij. Kadmij je nadomješten hidridom koji je slitinu koja nije toksična s vodikom, a taj hidrid je negativna elektroda. Osim što je ekološki bolji, novi element u bateriji pridonio je energijskom poboljšanju. Gustoće je energije do 50% veća nego kod nikal-kadmijevih prethodnika, odnosno kapacitet im je veći od 2 do 3 puta. Time se riješila i druga glavna mana Ni-Cd baterije. NiMH baterije su većeg kapaciteta i u usporedbi s naprednijom generacijom baterija, litij-ionskih baterija. Poboljšanje je postignuto i kod kristalizacijskog efekta koja je znatno manje nazočna kod ove generacije niklovih baterija nego što je bilo kod Ni-Cd baterija. Time korisnici nemaju zahtjevno održavanje, nego tek toliko da se taj efekt ne pojavljuje. 
Mana ove baterije je dvostruko kraći životni vijek, no zbog mogućnosti česte uporabe i mnoštva ciklusa, ova slabost nije uočljiva. Druga slabost ove baterije je snažnije samopražnjenje baterije koje je najveće u prvom danu nakon punjenja, a poslije taj efekt opada. Mana se ne uočava, jer korisnik u međuvremenu bateriju ionako opet napuni.

## Vanjske poveznice
- NiMH akumulatori  Arhivirana inačica izvorne stranice od 16. prosinca 2014. (Wayback Machine) Autori: Bojan Brezina, Željko Stanečić, FER, Zagreb, siječanj 2013.